# Canadarm2
O Sistema Móvel de Serviço (MSS - Mobile Servicing System, em inglês) mais conhecido pelo nome de seu componente primário, Canadarm2, é um braço robotizado e equipamento associado, presente na Estação Espacial Internacional, que desempenha um papel fundamental na sua construção e manutenção: trasladando equipamento e reforços à volta da estação, ajudando os astronautas a trabalharem no espaço, e manipulando instrumentos e outro equipamento acoplado à estação espacial. Os astronautas recebem instrução especial para aprenderem a trabalhar com o braço.
A estação espacial está projectada para receber outro braço robótico, o Braço Robótico Europeu.
O MSS é composto por três componentes:

## Canadarm2

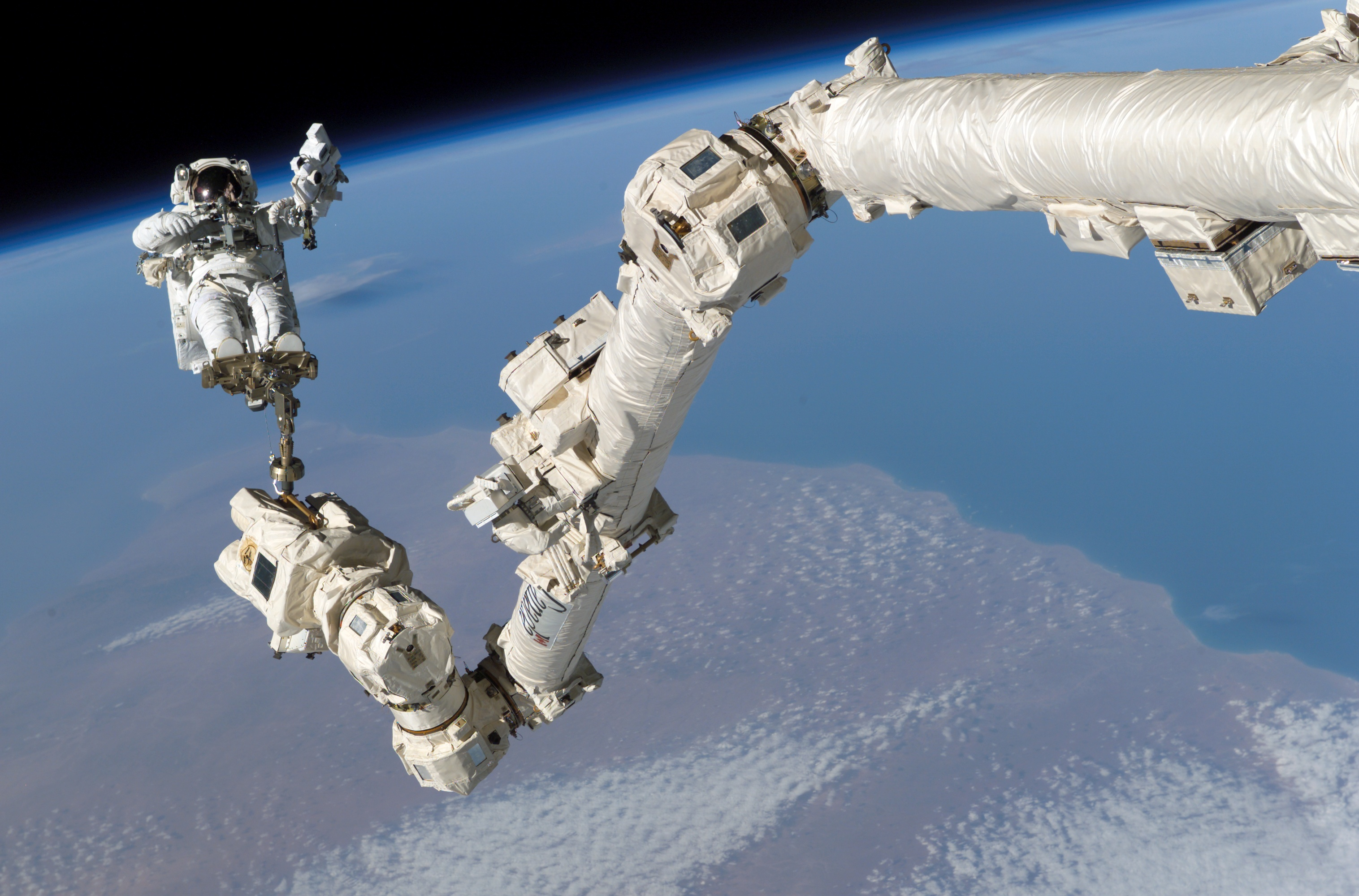
O astronauta Steve Robinson da missão STS-114 trabalha no braço móvel da ISS.

Lançado com a STS-100 em Abril de 2001, este sucessor do Canadarm é uma versão maior, melhor e mais inteligente das ligações motorizadas. De massa 1 800 kg (4 000 libras) e diâmetro de 35 cm (13,8"), este braço é capaz de manusear grandes cargas até 116 000 kg (256 000 lb) e assistir o Vaivém Espacial na acoplagem. O Sistema de Manipulação Remota da estação espacial, SSRMS (Space Station Remote Manipulator System) é auto-relocável, dispondo de um adaptador (LEE - Latching End Effector) para poder ser acoplado em encaixes complementares, espalhados pelo exterior da estação.
O Canadarm2 consegue mover-se como uma minhoca. As suas extremidades permitem acoplamento, pelo que o braço vai-se deslocando encaixando a extremidade livre e soltando a extremidade acoplada. Este movimento é limitado unicamente pelo número de encaixes PDGF (Power Data Grapple Fixtures) na estação. Os PDGFs localizados em volta da estação entregam energia, dados e vídeo ao braço através dos adaptadores LEE. O braço também pode deslocar-se ao longo de toda a estação usando o Sistema de Base Móvel (abaixo).
Na maioria das vezes, os operadores do braço veem o que estão a fazer através do ecrã do Sistema de Visão Espacial Avançada (Advanced Space Vision system), próximo do painel de controlo do braço.

## Sistema de Base Móvel
Uma plataforma que se desloca em carris ao longo de toda a estação espacial, o Sistema de Base Móvel, ou MBS (Mobile Base System), permite mobilidade lateral ao Canadarm2 enquanto atravessa o esqueleto principal da estação. Foi adicionado à estação durante a missão STS-111 em Junho de 2002.

## Manipulador Dextro Especializado
O Manipulador Dextro Especializado, ou Canada Hand, é um robô de dois braços mais reduzido capaz de realizar tarefas de montagem mais delicadas que são actualmente desempenhadas pelos astronautas em caminhadas no espaço. Os testes foram realizados nas instalações de simulação espacial do Laboratório David Florida da Agência Espacial Canadiana, em Ottawa. O transporte do manipulador está agendado para ser posterior a 2005.